# Pallas Group
Pallas Group ist ein Plattenpresswerk in Diepholz. Die Pallas Group ist eine mittelständische, dabei international ausgerichtete Firmengruppe mit dem Kerngeschäft der Produktion von Tonträgern. Unternehmenssitz ist die niedersächsische Kreisstadt Diepholz. 2014 beschäftigte Pallas rund 150 Mitarbeiter.

## Geschichte
Gegründet wurde die Pallas Group 1948 von dem  Militärattaché Karl Neumann und seinem Partner Albert Vogt. In der Gründerphase wurden zunächst Schellackplatten gefertigt, zu Beginn der 1950er-Jahre setzte sich der Werkstoff Vinyl durch. Mit dem Wirtschaftswachstum im Nachkriegsdeutschland befand sich auch die Diepholzer Schallplattenfabrik auf Expansionskurs. 1959 entstand im benachbarten Drebber-Cornau ein zweiter Produktionsstandort, der bei einem Großfeuer zerstört und nicht wieder aufgebaut wurde.  Die 1960er-Jahre waren geprägt von der Automatisierung der Fertigungsprozesse. Die Unternehmensleitung investierte massiv in die industrielle Massenherstellung. 1974 übernahm Rolf Neumann, Sohn eines der beiden Firmengründer, die Unternehmensleitung.
Die in den 1970er-Jahren gegründete Firmentochter Orchestrola bespielte auf zwei Kopierstraßen Musikkassetten. In der Blütezeit dieses Tonträgers betrug der Jahresausstoß aus dem Diepholzer Werk bis zu zwei Millionen MCs. 2010 endete die Produktion aufgrund nicht mehr vorhandener Nachfrage.
1986 stieß die neugegründete Tochter P+O Compact Disc zur Unternehmensgruppe. Damit gelang der Pallas Group der Einstieg in die Produktion der gerade aufkommenden CD. Neben den standardisierten Formaten der Audio-CD entstanden hier in der Folge sämtliche CD-ROM-Variationen und DVDs. 
Am 1. April 2013 vernichtete ein Großbrand die kompletten Fertigungsanlagen der P+O Compact Disc. Unmittelbar nach der Katastrophe begann die Firmenleitung – seit 2003 ist Holger Neumann in dritter Generation Geschäftsführer der Pallas Group – mit dem Wiederaufbau, der im Juli 2014 mit der Einweihung der weltweit modernsten Produktionsanlage für die Ton- und Datenträger CD und DVD abgeschlossen war. Das Investitionsvolumen betrug rund 11 Millionen Euro.
Vierte Säule der Unternehmensgruppe ist die DA Music GmbH & Co KG, zuständig für den Tonträgervertrieb. Sie nimmt exklusiv Künstler unter Vertrag, vermarktet weltweit eigene Programme und vertreibt zahlreiche Musiklabel. Ob Schlager oder Dancemusic, ob Volksmusik oder New Age/World Music, ob Jazz oder Klassik, ob Konzert-, Filmmusikproduktionen oder Hörbücher – nahezu alle Genres finden sich im breitgefächerten Repertoire der DA Music wieder.

## Rückkehr der Vinyl-Schallplatte
Als Ende der 1980er-Jahre der Markt für Vinyl-Schallplatten zusammenbrach, verzichtete Pallaschef Rolf Neumann auf die Verschrottung der alten Produktionsanlagen, so wie es zahlreiche Mitbewerber getan hatten. Die großflächigen Räumlichkeiten seines Werkes ließen dies zu. Mit Einsetzen der Renaissance und des Retro-Booms rund um die Vinyl-Schallplatte zu Beginn des neuen Jahrtausends profitierte die Pallas Group von dieser Situation. Als einer von europaweit vier Anbietern dieses traditionellen Fertigungsverfahrens liefert das Diepholzer Werk seit einigen Jahren unter Vollauslastung seine Produkte an Kunden rund um den Globus. Ein besonderer Schwerpunkt liegt dabei auf dem US-Markt. Neben der Standard-12-Inch-Langspielplatte entstehen außerdem Spezialprodukte wie Picture Discs, farbige Platten sowie Pressungen mit Sondergewichten.